# 和良村立和良小学校方須分校
和良村立和良小学校方須分校（わらそんりつ わらしょうがっこう　ほうすぶんこう）は、かつて岐阜県郡上郡和良村（現・郡上市）に存在した公立小学校の分校。

## 概要
- 和良村の東部の方須地区（現・郡上市和良町方須）が校区であった。1963年廃校。
- 校舎は1959年の伊勢湾台風の暴風雨で倒壊。廃校時は神社を仮校舎としていた。

## 沿革
方須分校の前身である和良尋常高等小学校方須分教場の設置は1911年である。ここではそれ以前の方須地区の教育についても記述する。
- 1873年（明治6年） - 方須村の児童は、下沢村の下沢義校へ通学する。
- 1889年（明治22年）7月1日 - 方須村と安郷野新田が合併し、方須村が発足。
- 1894年（明治27年） -
  - 鹿倉村、宮代村、野尻村、三庫村、横野村、宮地村、沢村、法師丸村、下洞村、土京村、方須村が合併し和良村が発足。
  - 和良村の4つの学校が統合され、和良尋常高等小学校となる。方須地区に東分校を設置され、尋常科1・2年が通学する。
- 1904年（明治37年） - 和良尋常高等小学校東分校を廃止。
- 1911年（明治44年） - 方須地区に和良尋常高等小学校方須分教場が開校。
- 1912年（明治45年） - 校舎を新築する。
- 1926年（大正15年） - 和良村青年学校分教場を併設する。
- 1934年（昭和9年）9月21日 - 室戸台風により校舎の一部が損壊。
- 1935年（昭和10年） - 和良村実業青年学校の分教場を併設する。
- 1941年（昭和16年）4月1日 - 和良国民学校方須分教場に改称する。
- 1947年（昭和22年）4月1日 - 和良村立和良小学校方須分校に改称する。
- 1959年（昭和34年）9月26日 - 伊勢湾台風により校舎が倒壊。方須白山神社[注釈 2]を仮校舎として授業を行う。
- 1963年（昭和38年）3月 - 廃校。